# بویان یوکیچ
بویان یوکیچ (انگلیسی: Bojan Jokić؛ زادهٔ ۱۷ مهٔ ۱۹۸۶) یک بازیکن فوتبال اهل اسلوونی است.
وی همچنین در تیم ملی فوتبال اسلوونی بازی کرده‌است.